# Rio Agriș (Crișul Alb)
O Rio Agriş é um rio da Romênia afluente do rio Cigher, localizado no distrito de Arad.